# John Dunstaple
John Dunstaple (ca. 1390 — Londen, 24 december 1453), beter maar abusievelijk bekend als John Dunstable, was een Engels componist uit de late Middeleeuwen en de vroege Renaissance. In tegenstelling tot veel componisten uit zijn tijd was hij waarschijnlijk geen geestelijke. Hij was waarschijnlijk gehuwd en bezat een landgoed in  Hertfordshire.

## Leven
Dunstaples leven is zeer obscuur, maar zijn reputatie des te groter. Hij schijnt in dienst van het huis Plantagenet te hebben gestaan, en bezat landerijen in Frankrijk, hem in 1437 nagelaten door John, de hertog van Bedford. Misschien ontleende hij zijn naam aan de gelijknamige stad Dunstable in Bedfordshire: deze associatie zou tot de spelling van zijn naam als Dunstable kunnen hebben geleid, maar zelf schreef hij steevast Dunstaple. Hij werkte voor koningin Johanna en na de dood van Bedford in 1435 voor Johanna's zoon, Humfrey, de hertog van Gloucester. Koningin Johanna verschafte hem een pensioen en kledij.
Het originele grafschrift voor Dunstaple, dat de brand van Londen niet overleefde, bevond zich in St Stephen's Walbrook en was geschreven door de abt van de abdij van St. Albans, waarvoor Dunstaple twee motetten componeerde. Het epitaaf, welks tekst bewaard is, gewaagt van John Dunstaple die „astrorum conscius“ was: hij was een astronoom en alhoewel geen enkele van zijn muzikale werken nog in het origineel bestaan, zijn er astronomische traktaten van hem bewaard, die ook bijzonder gestileerde tekeningen van hemellichamen bevatten.
Dunstaple componeerde, voor zover we weten, alleen religieuze muziek, waarvan waarschijnlijk zeer veel verloren is gegaan. Naast Leonel Power moet hij een van de belangrijkste componisten uit zijn tijd zijn geweest, en een van de vroegste componisten van betekenis die bij naam bekend zijn. Hij componeerde motetten voor een triomfantelijke dienst in 
Canterbury Cathedral in 1416 ter herdenking van de slag bij Azincourt in 1415 en het beleg van Honfleur, bijgewoond door keizer Sigismund en Hendrik V.

## Samensmelting van stijlen
Dunstaple heeft bijgedragen aan de samensmelting van de Franse en Engelse muziekstijlen. De Franse isoritmische stijl van componeren (met technische hoogstandjes) is door hem gecombineerd met de eenvoudigere maar melodisch sterkere Engelse stijl. De Engelsen hadden namelijk al eerder ontdekt dat schuivende terts- en kwartintervallen (Fauxbourdon) een sterkere melodie met zich meebrengt, terwijl de Franse stijl nog altijd de melodie liet bestaan uit parallelle intervallen met de andere stemmen. Door toedoen van Dunstaple werd het gebruikelijker om dissonante toonsintervallen te laten oplossen tot consonanten.

## Werken
Dunstaple staat hoog in aanzien en wordt muziekhistorisch belangrijk geacht, maar wordt tegelijkertijd hoogst zelden uitgevoerd. Er zijn drie fragmenten van missen van hem bewaard, en één volledige mis, Missa rex seculorum, zou weleens van zijn hand kunnen zijn. Hij schreef in een typisch isoritmische stijl, bracht hoofdzakelijk motetten en antifonen voort, en zijn muziek is strak geordend en sober. In de jaren 1990 werd evenwel een onbekende canon van Dunstaple ontdekt, die in een veel florissanter stijl en veel opgewekter is gecomponeerd. Het werk zou misschien kunnen voortbouwen op een Engelse canontraditie, maar indien dat zo is, dan is die vrijwel geheel verloren gegaan. De enige andere overgeleverde Engelse canon uit de Middeleeuwen is Sumer is icumen in, uit de dertiende eeuw.
- Bibsys: 99025960
- Biblioteca Nacional de España: XX1313154
- Bibliothèque nationale de France: cb138935138 (data)
- Catàleg d'autoritats de noms i títols de Catalunya: 981058523691706706
- Gemeinsame Normdatei: 119386518
- International Standard Name Identifier: 0000 0001 1021 3032
- Library of Congress Control Number: n81033537
- Nationale Bibliotheek van Letland: 000037972
- MusicBrainz: 462d9425-18f8-4b2e-a56f-db711040ef2f
- Nationale Bibliotheek van Tsjechië: ola2002150814
- Nationale bibliotheek van Australië: 35299052
- Nationale Bibliotheek van Israël: 987007282834805171
- Nederlandse Thesaurus van Auteursnamen: 096198907
- Réseau des bibliothèques de Suisse occidentale: 02-A003198296
- LIBRIS: 209952
- SNAC: w63n5938
- Système universitaire de documentation: 08305023X
- Trove: 902745
- Virtual International Authority File: 12491221
- WorldCat: E39PBJpJdtXHWwwyQBfxYb6VG3